# Bug (album, Dave Davies)
Bug je sólové album Davea Daviese, někdejšího člena The Kinks. Bylo vydáno 7. května 2002.

## Seznam skladeb
Autorem všech skladeb je Dave Davies.
1. „Whose Foolin' Who“
2. „It Ain't Over, 'Till It's Done!“
3. „Lie! ..........“
4. „Let Me Be“
5. „Displaced Person“
6. „Rock You, Rock Me“
7. „Flowers in the Rain“
8. „Fortis Green“
9. „Why?!!“
10. „True Phenomenon“
11. „Bug........“
12. „De-Bug“
13. „Life After Life (Transformation)“

## Obsazení
- Dave Davies – kytara, zpěv
- Bryan Myers – perkuse
- David Nolte – baskytara
- Kristian Hoffman – klavír
- Jim Laspesa – baskytara, bicí, zpěv